# Резня в школе Санта-Мария-де-Икике
Резня в школе Санта-Мария-де-Икике (исп. Matanza de la Escuela Santa María de Iquique) — массовое убийство, произошедшее 21 декабря 1907 года в Чили. Во время него было убито много (точное число неизвестно) рабочих селитряных шахт. Это произошло во время забастовки, когда бастующие рабочие проживали на территории школы Санта-Мария в порту Икике. Забастовка произошла в пик добычи селитры на так называемом «Большом севере» Чили в правление парламентского правительства.
Забастовка была вызвана ужасными условиями труда и беспощадными наказаниями рабочих и была подавлена войсками, посланными правительством президента Педро Монтта. Генерал Роберто Сильва Ренард, командующий отрядом, которого прислал министр внутренних дел Рафаэль Сотомайор Гаэта, приказал прекратить протесты, а в ответ на отказ применил оружие. В результате от двух сотен до трех тысяч работников были убиты, а с теми, кто выжил, военные обращались крайне жестоко.

## 100-летие трагедии
21 декабря 2007 года в связи со столетием убийства в Чили был объявлен траур.